# Sjeverno gorje
Sjeverno gorje (eng. Northern Range) je najviše gorje na Trinidadu i Tobagu. Nalazi se u sjevernom dijelu otoka Trinidada, a proteže se od Chaguaramasa na zapadu do Toca na istoku otoka. Sjeverno je gorje izgrađeno uglavnom od sedimentnih stijena, škriljevaca i vapnenaca, dok na istočni dio gorja čine stijene vulkanskog porijekla. Nastavak je venezuelanskog Obalnog gorja s južnoameričkog kopna. Zauzima oko 20% površine otoka. Najviši vrh je El Cerro del Aripo na 940 metara nadmorske visine. Još je samo vrh El Tucuche viši od 900 metara. 
Na Sjevernom gorju nalazi se Aripo Cave, najveći špiljski sustav u državi, dužine 862 metra. Brojni su vodotoci i vodopadi. Najviši vodopad je Maracas, visok 91,5 metara, a ostali značajni su Rincon Falls, Rio Seco Falls i Marianne Falls.
Od većih gradova u podnožju Sjevernog gorja nalaze se Arima i glavni grad Port of Spain.